# Max Arndt
Max Arndt (* 4. Januar 1897 in Laurahütte; † 8. Februar 1967 in Pforzheim) war ein deutscher Ingenieur.

## Leben
Arndt war Technischer Generaldirektor der Neunkircher Eisenwerk A. G. vormals Gebrüder Stumm. Er beeinflusste maßgeblich die technische Fortentwicklung und leitete nach dem Zweiten Weltkrieg den Wiederaufbau des stark zerstörten Werkes. Ein Schwerpunkt seiner Arbeit war die Modernisierung der Walzstraßen.
Arndt war Präsident des Arbeitgeberverbands der Eisen- und Metallindustrie des Saarlandes. Wichtig waren ihm die sozialpolitischen Aufgaben der eisenschaffenden Industrie an der Saar. Er gehörte dem Verein Deutscher Eisenhüttenleute (VDEh) seit 1928 an und machte sich um dessen Filiale Eisenhütte Südwest sehr verdient. In der Max-Planck-Gesellschaft vertrat er das Neunkircher Eisenwerk als korporativ förderndes Mitglied.